# Avraam Papadopoulos
Avraam Papadopoulos (grekiska: Αβραάμ Παπαδόπουλος), född 3 december 1984, är en grekisk före detta fotbollsspelare (mittback) som har spelat mest matcher för Olympiakos och tidigare i det grekiska landslaget.
Han var uttagen i Greklands trupp vid fotbolls-VM 2010 och fotbolls-EM 2012.